# Malcolm Arnold
Malcolm Henry Arnold (21. října 1921 Northampton – 23. září 2006 Norwich) byl anglický hudební skladatel. Proslavil se zvláště filmovou hudbou, napsal hudbu k více než stovce filmů, k nejslavnějším patří ta pro válečný snímek Most přes řeku Kwai, za niž získal Oscara. Tento film ho proslavil, ačkoli zdaleka nejslavnější melodie – pískaná – byla adaptací Colonel Bogey march Kennetha Alforda. Arnold napsal též devět symfonií, sedm baletů a dvě opery. Začínal jako trumpetista, vystudoval hru na trubku v Royal College of Music a v letech 1943-1948 byl hlavním trumpetistou Londýnské filharmonie. V 50. letech patřil k nejvyhledávanějším britským skladatelům, ale v 60. letech, po rozvodu, začal mít vážné problémy s alkoholem. Trpěl též depresemi a několikrát se pokusil o sebevraždu. Roku 1993 byl uveden do šlechtického stavu.